# Konstantin Flavițki
Konstantin Flavițki (n. 13/25 septembrie 1830, Moscova, Imperiul Rus – d. 3/15 septembrie 1866, Sankt Petersburg, Imperiul Rus) a fost un pictor rus. Cele mai cunoscute lucrări ale lui reprezintă personaje biblice.